# 植田 (名古屋市)
植田（うえだ）は、愛知県名古屋市天白区、千種区、名東区の地名。現行行政地名は3区に存在する天白町大字植田および天白区植田一丁目から植田三丁目。住居表示未実施。

## 地理
植田一丁目から三丁目は名古屋市天白区の中央部に位置し、東は井口・植田本町、西は植田西、南は植田南、北は元植田に接する。
千種区天白町大字植田は区南東部の東山公園に位置する。天白区天白町大字植田は区北東部の牧野ヶ池緑地や植田川部分に存在、名東区天白町大字植田は同様に区南部の牧野ヶ池緑地部分に存在する。

### 小字
- 植田山（うえだやま）
- 梅森坂（うめもりざか）
- 株田（かぶた）
- 鴻ノ巣（こうのす）
- 三七川原（さんしちがわら）
- 西ノ川原（にしのかわはら）
- 焼山（やきやま）

## 歴史
愛知郡植田村を前身とする。

### 町名の由来
以前はすべて天白町大字植田の一部で、大字名から名付けられた。植田は「上田」の転化で、年魚市潟（）の中で比較的上方にあった田ということ。

### 沿革

#### 天白町大字植田
- 1889年（明治22年）10月1日 - 町村制に基づく愛知郡植田村となる[1]。
- 1906年（明治39年）5月10日 - 合併に伴い、愛知郡天白村大字植田となる[1]。
- 1955年（昭和30年）4月5日 - 名古屋市昭和区編入に伴い、同区天白町大字植田となる[1]。
- 1961年（昭和36年）5月1日 - 一部が昭和区植園町（現名東区域）となる[4]。
- 1962年（昭和37年）11月1日 - 昭和区天白町大字植田の一部が千種区天白町大字植田（現名東区域）となる[1]。
- 1963年（昭和38年）1月28日 - 千種区天白町大字植田の全域が同区植園町・藤巻町に編入される[4][5]。
- 1975年（昭和50年）2月1日 - 昭和区天白町大字植田が天白区編入に伴い、同区天白町大字植田となる[1]。また、一部が千種区天白町大字植田および名東区天白町大字植田となる[1]。
- 1982年（昭和57年）
  - 3月7日 - 天白区天白町大字植田の一部が同区梅が丘二〜四丁目となる[1]。
  - 8月29日 - 天白区天白町大字植田の一部が同区植田山一〜五丁目・大坪一丁目となり[1]、一部を名東区藤巻町へ編入[5]。
  - 11月21日 - 天白区天白町大字植田の一部を同区梅が丘四丁目へ編入[1]。
- 1985年（昭和60年）
  - 6月30日 - 天白区天白町大字植田の一部を同区植田山三〜五丁目へ編入[1]。
  - 8月11日 - 天白区天白町大字植田の一部が同区大坪一〜二丁目・塩釜口二丁目・植田西一〜三丁目となる[1][6]。
- 1987年（昭和62年）8月24日 - 名東区天白町大字植田の一部が同区梅森坂一丁目から同五丁目および梅森坂西一丁目および同二丁目となる[5]。
- 1988年（昭和63年）7月10日 - 天白区天白町大字植田の一部が同区植田一丁目および植田三丁目・井口一〜二丁目・植田南一〜三丁目となる[1]。
- 1990年（平成2年）10月28日 - 天白区天白町大字植田の一部が同区一本松一〜二丁目となり、一部を植田西一丁目へ編入[1][6]。
- 1995年（平成7年）12月2日 - 天白区天白町大字植田の一部が同区鴻の巣一丁目・焼山二丁目となる[7]。
- 1997年（平成9年）1月18日 - 天白区天白町大字植田の一部が同区植田二丁目・植田東一〜三丁目・植田本町一〜三丁目・梅が丘一丁目および五丁目・鴻の巣二丁目・元植田一〜三丁目・焼山一丁目となり、一部を植田一丁目および三丁目へ編入[8][9]。

#### 植田一丁目〜植田三丁目
- 1988年（昭和63年）7月10日 - 天白区天白町大字植田の一部により、同区植田一丁目および植田三丁目がそれぞれ成立する[1]。
- 1997年（平成9年）1月18日 - 天白区天白町大字植田字東屋敷・字北屋敷・字塔ノ前・字深田の各一部により同区植田二丁目が成立する[9]。また、字北屋敷・字中屋敷・字東屋敷・字池下・字前田の各一部が植田一丁目に、字東屋敷・字深田の各一部が植田三丁目にそれぞれ編入される[9]。

## 世帯数と人口
2019年（平成31年）1月1日現在の世帯数と人口は以下の通りである。
| 丁目       | 世帯数    | 人口    |
| ---------- | --------- | ------- |
| 植田一丁目 | 769世帯   | 1,567人 |
| 植田二丁目 | 465世帯   | 780人   |
| 植田三丁目 | 1,023世帯 | 2,046人 |
| 計         | 2,257世帯 | 4,393人 |

### 人口の変遷
国勢調査による人口の推移
| 2000年（平成12年） | 4,445人 | [ WEB 8 ]  |  |
| 2005年（平成17年） | 4,376人 | [ WEB 9 ]  |  |
| 2010年（平成22年） | 4,238人 | [ WEB 10 ] |  |
| 2015年（平成27年） | 4,611人 | [ WEB 11 ] |  |

## 学区
市立小・中学校に通う場合、学校等は以下の通りとなる。また、公立高等学校に通う場合の学区は以下の通りとなる。
| 丁目       | 番・番地等 | 小学校                 | 中学校               | 高等学校 |
| ---------- | ---------- | ---------------------- | -------------------- | -------- |
| 植田一丁目 | 全域       | 名古屋市立植田南小学校 | 名古屋市立植田中学校 | 尾張学区 |
| 植田二丁目 | 全域       | 名古屋市立植田南小学校 | 名古屋市立植田中学校 | 尾張学区 |
| 植田三丁目 | 全域       | 名古屋市立植田南小学校 | 名古屋市立植田中学校 | 尾張学区 |

## 交通
- 名古屋市営地下鉄
 鶴舞線 植田駅[10]

## 施設

### 植田一丁目
- 十六銀行天白支店
- JA天白信用植田駅前支店
- 稲葉山公園
- 郷薮公園
- 泉称寺
- 全久寺

### 植田二丁目
- 東屋敷公園
- 植田保育園
- 養護老人ホーム名古屋市寿荘

### 植田三丁目
- 天白スポーツセンター[10]
- 名古屋植田郵便局
- 植田公園
- 名古屋市立植田南小学校

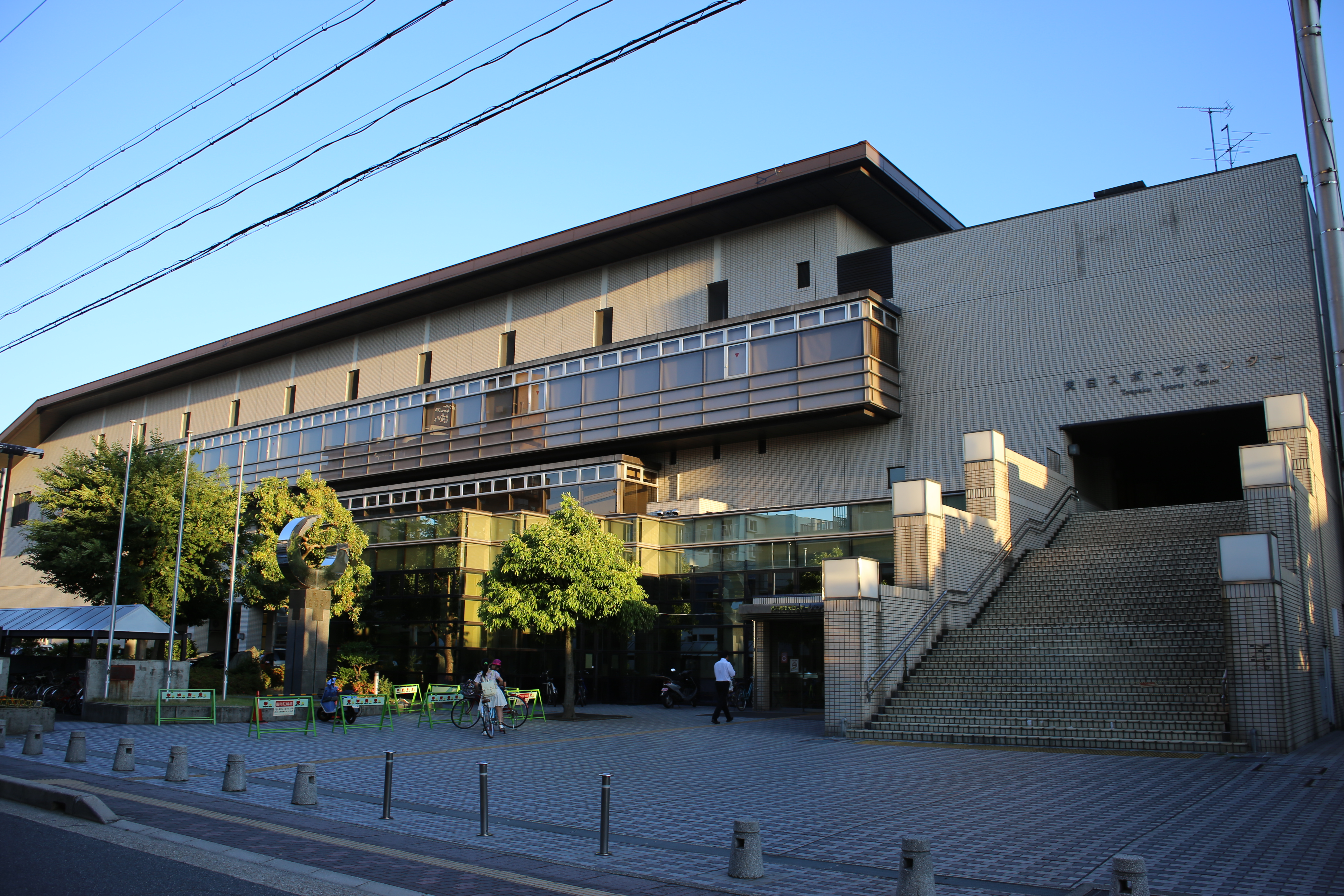
天白スポーツセンター

### 天白町大字植田
- 牧野ヶ池緑地の一部（天白区・名東区）
- 東山公園の一部（千種区）

## 史跡
- 植田城址[10]

## その他

### 日本郵便
- 郵便番号 : 468-0051[WEB 3]（集配局：天白郵便局[WEB 14]）。

### WEB
1. ↑  “愛知県名古屋市天白区の町丁・字一覧”.   人口統計ラボ. 2017年10月7日閲覧。
2. 1 2  “町・丁目(大字)別、年齢(10歳階級)別公簿人口(全市・区別)”.   名古屋市 (2019年1月23日). 2019年1月23日閲覧。
3. 1 2  “植田の郵便番号”.  日本郵便. 2019年2月10日閲覧。
4. 1 2  “市外局番の一覧”.   総務省. 2019年1月6日閲覧。
5. ↑  “天白町植田の郵便番号”.   日本郵便. 2019年11月2日閲覧。
6. ↑  “天白町植田の郵便番号”.   日本郵便. 2019年11月2日閲覧。
7. 1 2  名古屋市役所市民経済局地域振興部住民課町名表示係 (2015年10月21日). “天白区の町名一覧”.   名古屋市. 2017年10月7日閲覧。
8. ↑  名古屋市役所総務局企画部統計課統計係 (2005年7月1日). “（刊行物）名古屋の町(大字)・丁目別人口 (平成12年国勢調査) 天白区” (xls). 2017年10月8日閲覧。
9. ↑  名古屋市役所総務局企画部統計課統計係 (2007年6月29日). “平成17年国勢調査　名古屋の町(大字)別・年齢別人口 天白区” (xls). 2017年10月8日閲覧。
10. ↑  名古屋市役所総務局企画部統計課統計係 (2012年6月29日). “平成22年国勢調査　名古屋の町(大字)別・年齢別人口 天白区” (xls). 2017年10月8日閲覧。
11. ↑  名古屋市役所総務局企画部統計課統計係 (2017年7月7日). “平成27年国勢調査　名古屋の町(大字)別・年齢別人口” (xls). 2017年10月8日閲覧。
12. ↑  “市立小・中学校の通学区域一覧”.   名古屋市 (2018年11月10日). 2019年1月14日閲覧。
13. ↑  “平成29年度以降の愛知県公立高等学校（全日制課程）入学者選抜における通学区域並びに群及びグループ分け案について”.   愛知県教育委員会 (2015年2月16日). 2019年1月14日閲覧。
14. ↑  郵便番号簿 平成29年度版 - 日本郵便. 2019年02月10日閲覧 (PDF)

### 文献
1. 1 2 3 4 5 6 7 8 9 10 11 12 13 14 15  名古屋市計画局 1992, p. 874.
2. ↑  年魚市潟（）とは、氷河期の終わりに縄文海進と呼ばれる海面上昇により出現した旧愛知郡一帯にかけて広がっていた干潟のこと。
3. ↑  天白区の町名の由来 - 名古屋市Webサイト
4. 1 2  名古屋市計画局 1992, p. 870.
5. 1 2 3  名古屋市計画局 1992, p. 871.
6. 1 2  名古屋市計画局 1992, p. 875.
7. ↑  『広報なごや No.575（天白区版）』名古屋市、1995年11月1日、10頁。
8. ↑  『広報なごや No.589（天白区版）』名古屋市、1997年1月1日、14頁。
9. 1 2 3  名古屋市告示第416号（平成8年12月11日付）
10. 1 2 3  名古屋市計画局 1992, p. 683.